# Fossaria cubensis
Fossaria cubensis är en snäckart som först beskrevs av Ludwig Pfeiffer 1839.  Fossaria cubensis ingår i släktet Fossaria och familjen dammsnäckor. IUCN kategoriserar arten globalt som livskraftig. Inga underarter finns listade i Catalogue of Life.